# McLaren MP4/14
A McLaren MP4/14 egy Formula–1-es versenyautó, amit a McLaren tervezett az 1999-es bajnokságra. Pilótái Mika Häkkinen és David Coulthard voltak. Häkkinen újabb világbajnoki címet szerzett, a konstruktőri bajnoki címet azonban elvesztették a Ferrarival szemben.
Kétségtelenül a legerősebb autó volt a rajtrácson. Aerodinamikai szempontból még tökéletesebb lett, a motor pedig továbbra is a legerősebb volt. A gyakori meghibásodások és a versenyzők egyéni hibái miatt azonban ebben az évben már élesebb küzdelmet folytattak, mint 1998-ban. Häkkinen fő ellenfele Michael Schumacher Silverstone-ban történt balesetéig Eddie Irvine volt, és egészen a szezon végéig kemény küzdelmet folytattak. Irvine-t vezetői hibák, Häkkinent inkább technikai hibák hátráltatták.
A francia, a brit és a belga nagydíjon nem használhattak dohányreklámos festést, itt "Mika" és "David" feliratok szerepeltek a West helyén.

## Eredmények
| Év   | Csapat       | Motor        | Gumik | Pilóták         | 1   | 2   | 3   | 4   | 5   | 6   | 7   | 8   | 9   | 10  | 11  | 12  | 13  | 14  | 15  | 16  | Pontok | Helyezés |
| ---- | ------------ | ------------ | ----- | --------------- | --- | --- | --- | --- | --- | --- | --- | --- | --- | --- | --- | --- | --- | --- | --- | --- | ------ | -------- |
| 1999 | West McLaren | Mercedes V10 | B     |                 | AUS | BRA | SMR | MON | ESP | CAN | FRA | GBR | AUT | GER | HUN | BEL | ITA | EUR | MAL | JPN | 124    | 2.       |
| 1999 | West McLaren | Mercedes V10 | B     | Mika Häkkinen   | KI  | 1   | KI  | 3   | 1   | 1   | 2   | KI  | 3   | KI  | 1   | 2   | KI  | 5   | 3   | 1   | 124    | 2.       |
| 1999 | West McLaren | Mercedes V10 | B     | David Coulthard | KI  | KI  | 2   | KI  | 2   | 7   | KI  | 1   | 2   | 5   | 2   | 1   | 5   | KI  | KI  | KI  | 124    | 2.       |

félkövérrel jelölve a pole pozíció, dőlt betűvel a leggyorsabb kör